# Hans Conrad Gyger

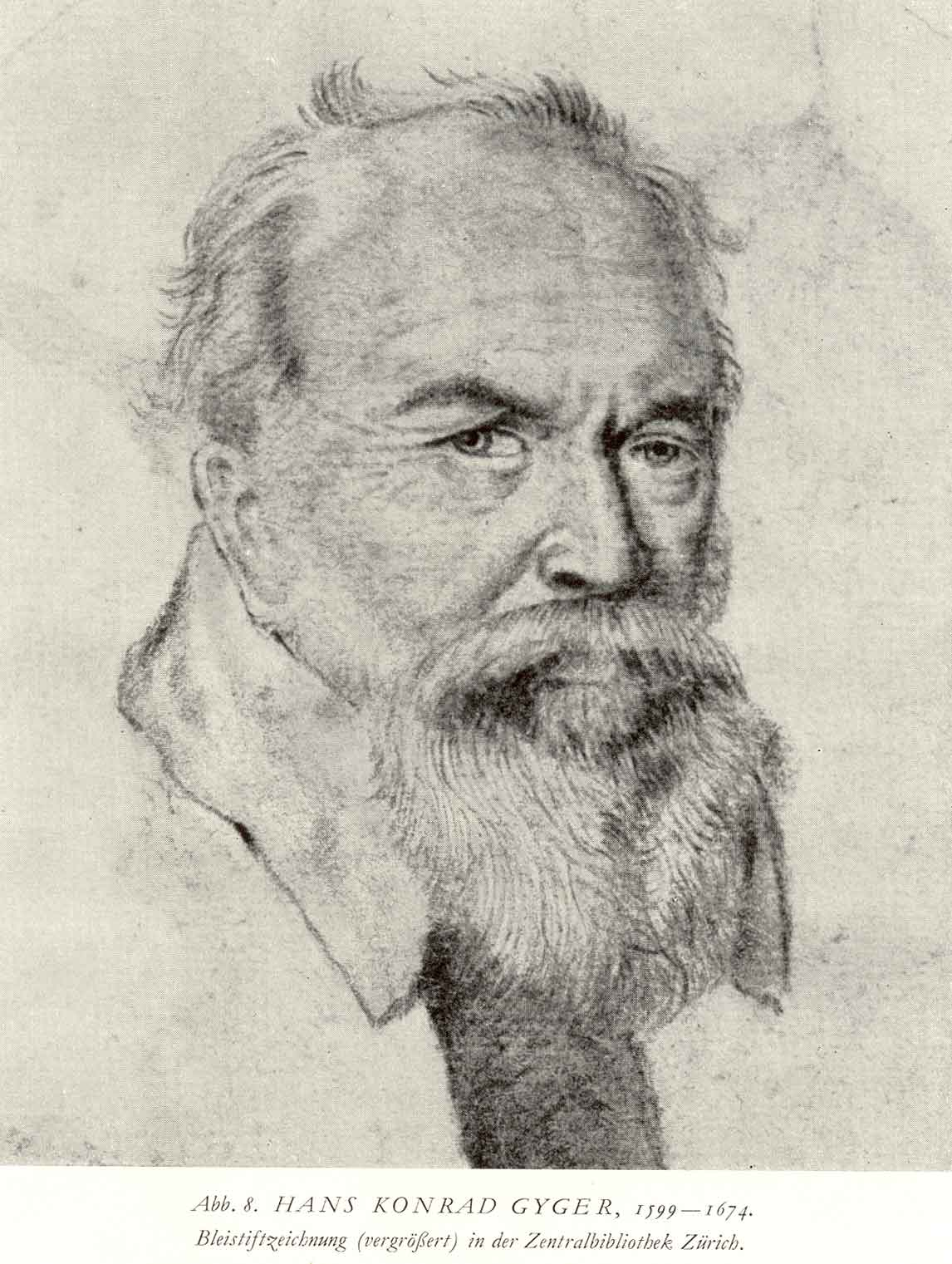
Hans Conrad Gyger

Gygerplan

Hans Conrad Gyger (* 22. Juli 1599 in Zürich; † 25. September 1674 ebenda; heimatberechtigt ebenda) war ein Schweizer Kartograf und Ingenieur.

## Leben
Gyger war der Sohn des Glasers Hans Georg Gyger und seiner Frau Elisabeth Meyer von Herisau. Gyger erhielt bei Christoph Nüscheler eine Ausbildung zum Glasmaler. 1619 wurde er Quartiermeister und war Mitglied der Zunft zur Meisen.

## Kartografisches Werk
Gyger veröffentlichte mehrere Karten des Kantons Zürich und der Schweiz. Von 1644 bis 1660 entstanden zehn Karten der Zürcher Landschaft, auf denen die Truppensammlungsplätze und deren Einzugsgebiete eingezeichnet sind.
Gleichzeitig arbeitete er im Auftrag der Zürcher Regierung an einer grossen handgemalten Reliefkarte des Kantons (230 × 225 cm). 1667 wurde sie nach 38-jähriger Arbeit fertiggestellt. Die Karte im Massstab 1:32'000 gilt als Meisterwerk der plastischen Geländedarstellung. Gyger war der erste, welcher eine Landschaft auf diese Art darstellte. Es war damals und noch lange danach üblich, Hügel und Berge auf Karten in Kavalierperspektive darzustellen. Weil die Karte militärischer Geheimhaltung unterlag, hatte seine Pionierleistung keinen unmittelbaren Einfluss auf andere Kartografen. Im Verlauf des 18. Jahrhunderts wurde die «Gygerkarte» umgezeichnet. Aus Anlass des Internationalen Geographischen Kongresses vom August 1891 in Bern wurde eine Reproduktion von Gygers Züricher-Cantons-Carte veröffentlicht.
Der Schweizer Kartograf Eduard Imhof würdigte Gyger und seine Arbeiten in der Monatsschrift „Atlantis“ im Jahre 1944 wie folgt: «Diese Karte überragt nicht nur alle übrigen schweizerischen Karten des 17. und des 18. Jahrhunderts, sie besass zu ihrer Zeit auch im Auslande keinen Nebenbuhler. Ja, man kann sagen, dass sie in der malerischen Unmittelbarkeit der Landschaftsabbildung bis auf unsere Tage nirgends überboten worden ist.»
Neben seiner Arbeit als Kartenmaler war Gyger auch als Glasmaler tätig.

## Gygerkarte

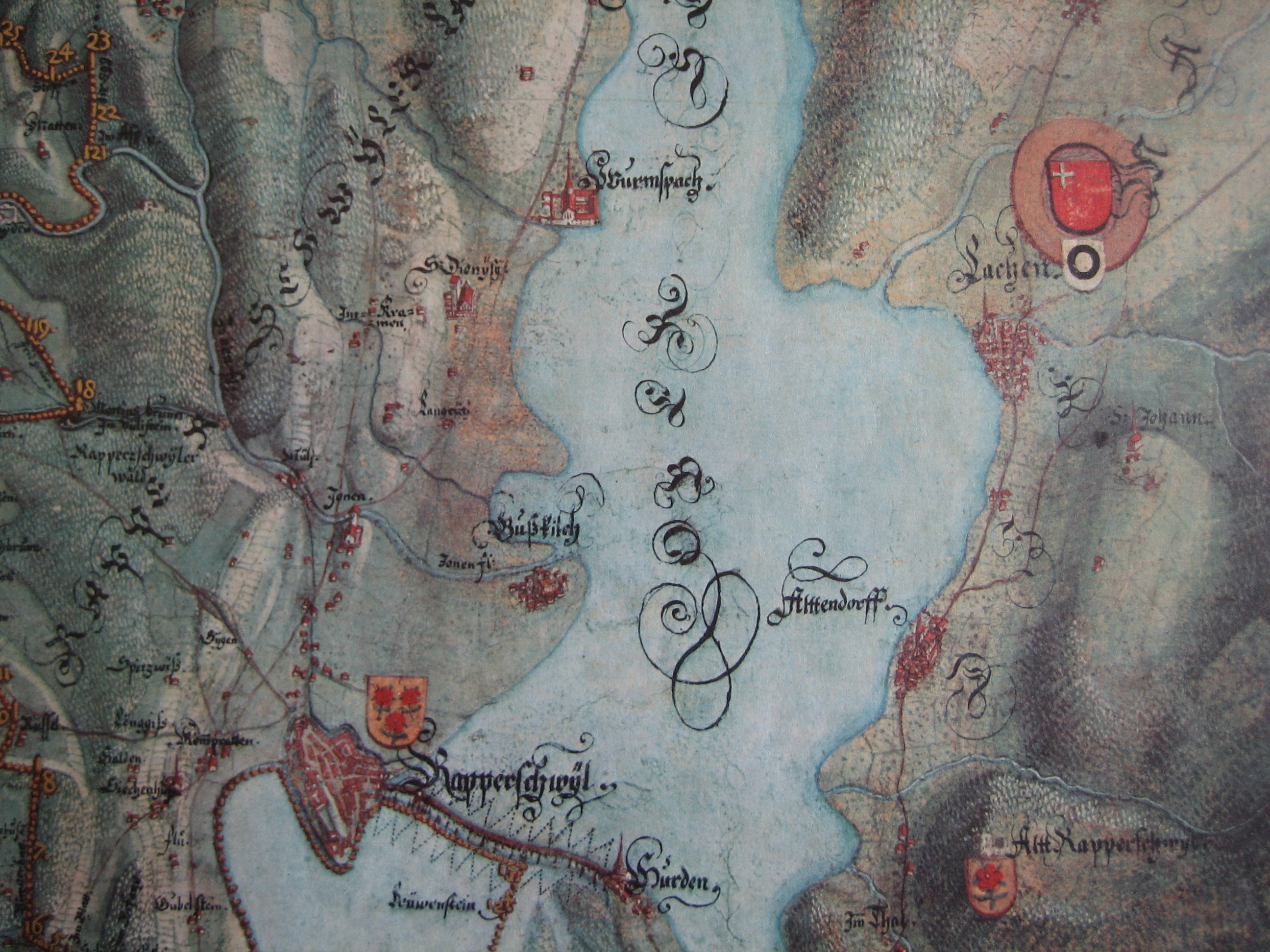
Region Obersee
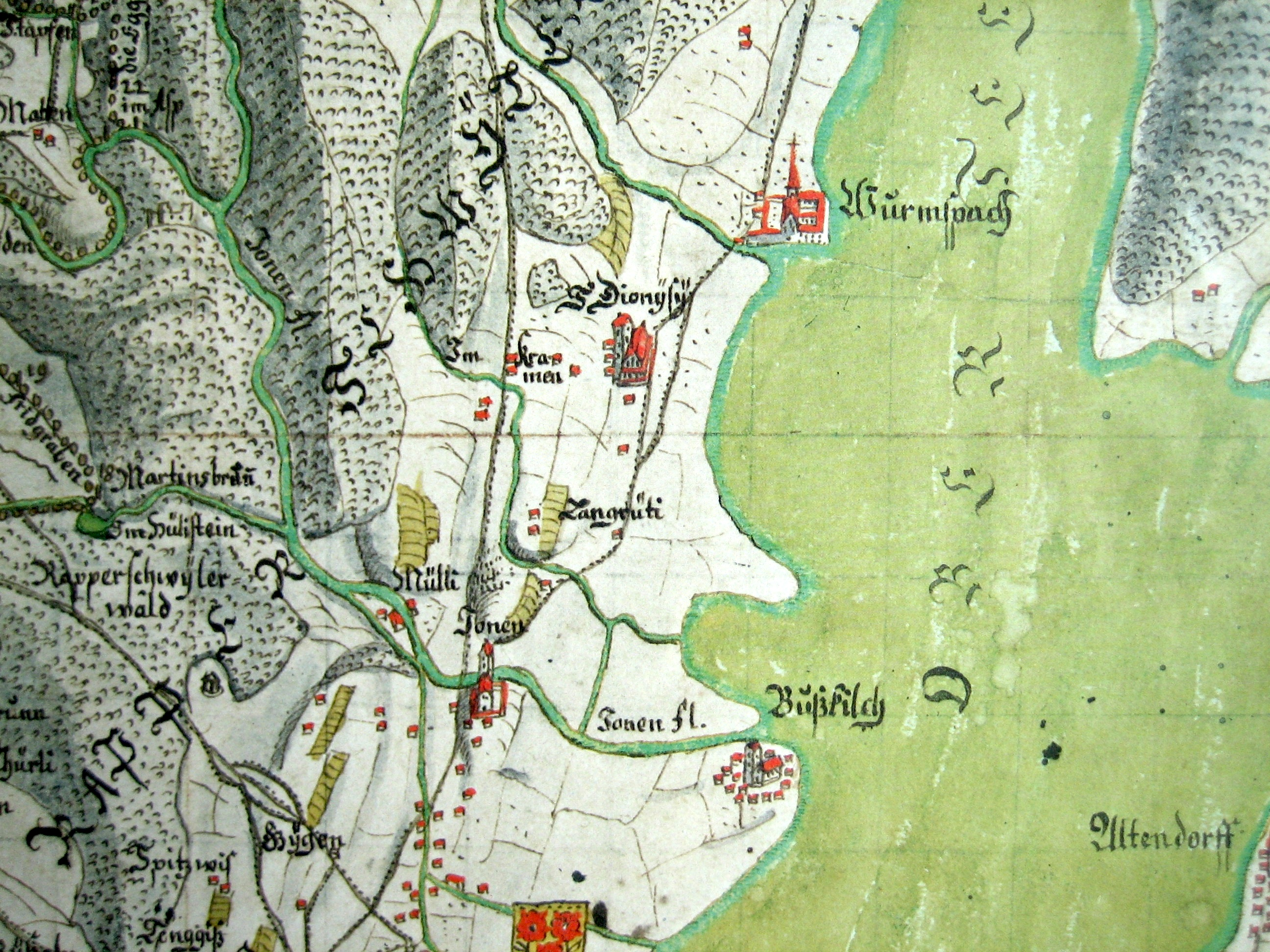
Gleicher Ausschnitt in der Umzeichnung
Ausschnitt der Region Zürich
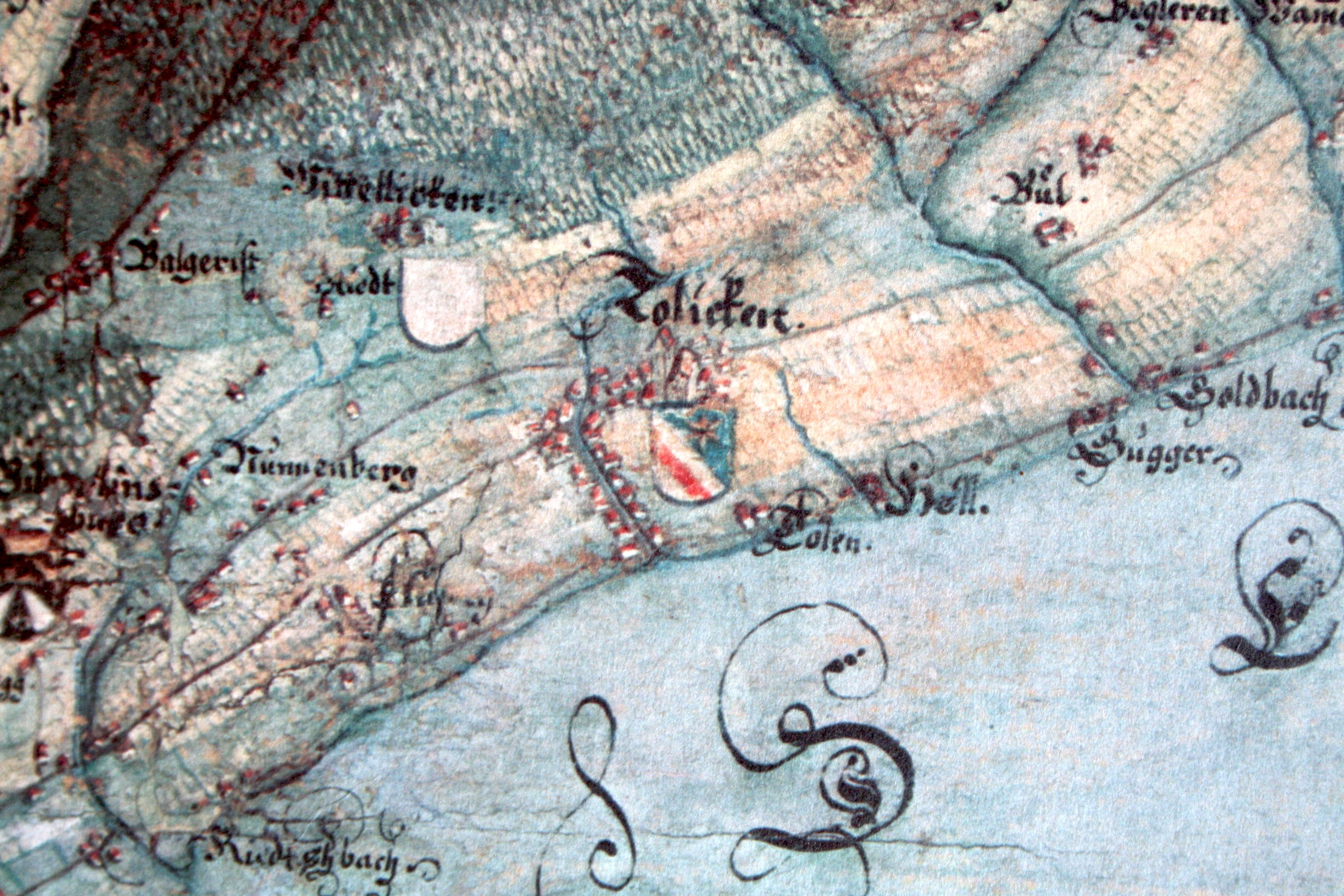
Zollikon
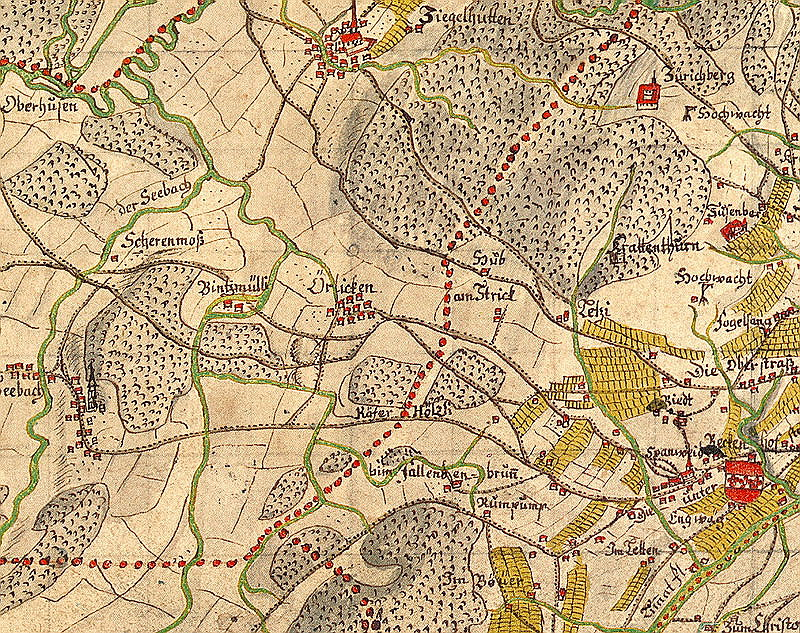
Zürich-Oerlikon

## Karte des oberen Zürichsees

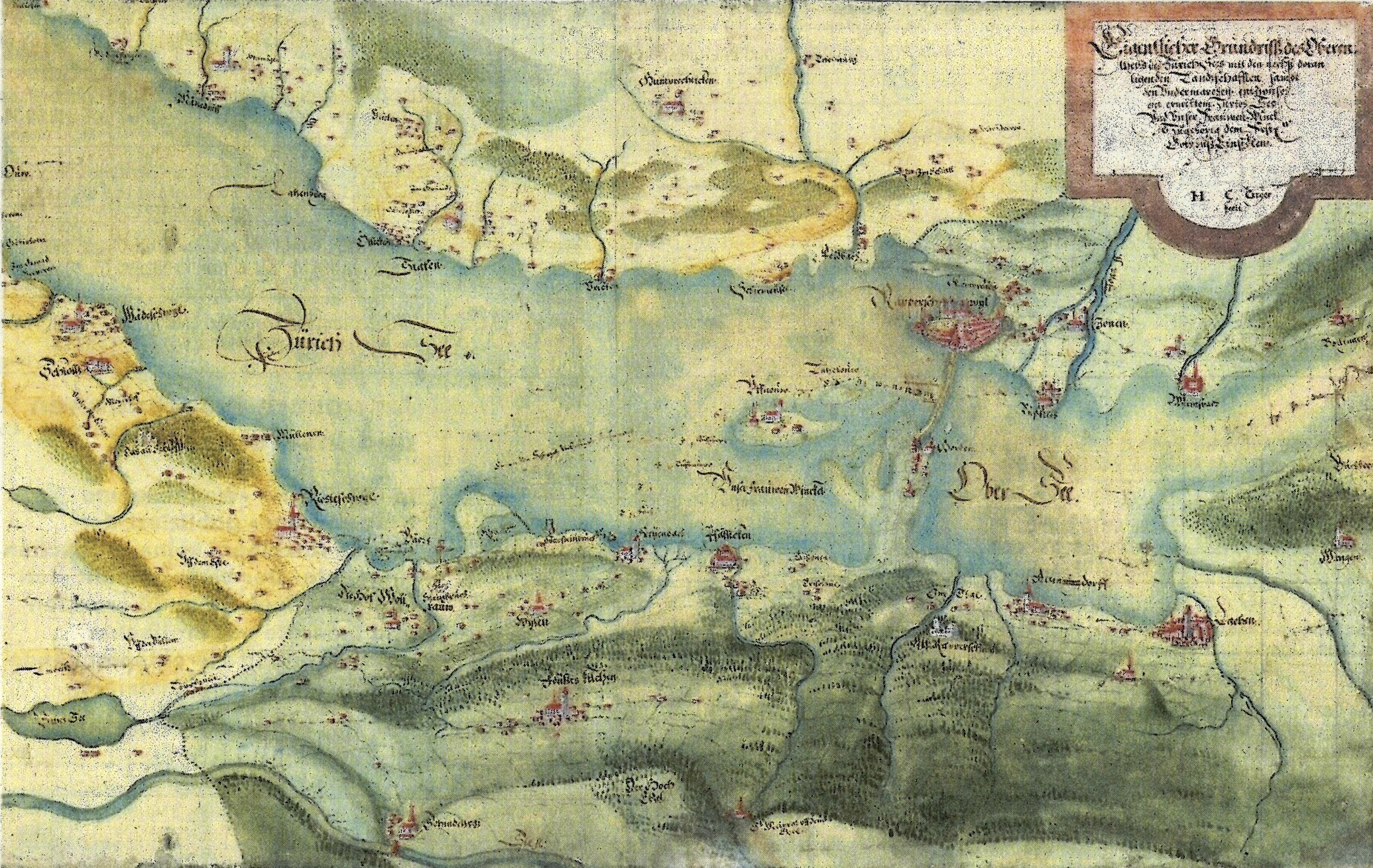
Karte des oberen Zürichsees, um 1640

Im Juli 2012 konnte die Zentralbibliothek Zürich für 9000 Franken in Zofingen eine seit Jahrhunderten verschollene Karte des oberen Zürichsees ersteigern. Die 30 mal 57 Zentimeter grosse Karte war bisher nur aus einem Werkverzeichnis Gygers und zwei Kopien aus dem 18. Jahrhundert bekannt.
Sie entstand um 1640 und illustriert einen Grenzstreit zwischen den Kantonen Zürich und Schwyz, der zwischen 1635 und 1643 beim Frauenwinkel bei Pfäffikon SZ verhandelt wurde. Thema der Auseinandersetzungen waren die Handelsschifffahrt und die Erträge aus der Fischerei; vergeblich hatten die Schwyzer versucht, die Grenzen zu ihren Gunsten zu verschieben. Um die politische Trennung darzustellen, malte Gyger die Zürcher Gebiete in einem hellen Braun, das Schwyzer Gebiet graugrün. In den 1920er-Jahren war die Karte auf Holz aufgezogen worden.
Aufgetaucht war sie in der Gegend um Aarau auf einem Dachstock in der Hinterlassenschaft einer verstorbenen älteren Frau. Wie diese in den Besitz der Karte gekommen war, ist nicht bekannt.